# Pierre Nippkow
Pierre Nippkow (* 1983 in Röbel/Müritz) ist ein deutscher Koch.

## Werdegang
Pierre Nippkow machte seine Ausbildung zum Koch im Steigenberger Hotel Sonne in Rostock. Dann ging er zum Restaurant Bernstein im Strandhotel Ostseeblick in Heringsdorf. 2009 wechselte er nach Binz auf Rügen in das Restaurant niXe (ein Michelinstern).
Von 2011 bis 2022 war er Küchenchef im Gourmetrestaurant Ostseelounge in Dierhagen, das 2014 mit einem Michelinstern ausgezeichnet wurde. In den Schließzeiten des Restaurants machte er Weiterbildungen unter anderem bei Christian Bau und Joachim Wissler.

## Auszeichnungen
- Seit 2014: Ein Stern im Guide Michelin für das Gourmetrestaurant Ostseelounge in Dierhagen